# Trude Dothan

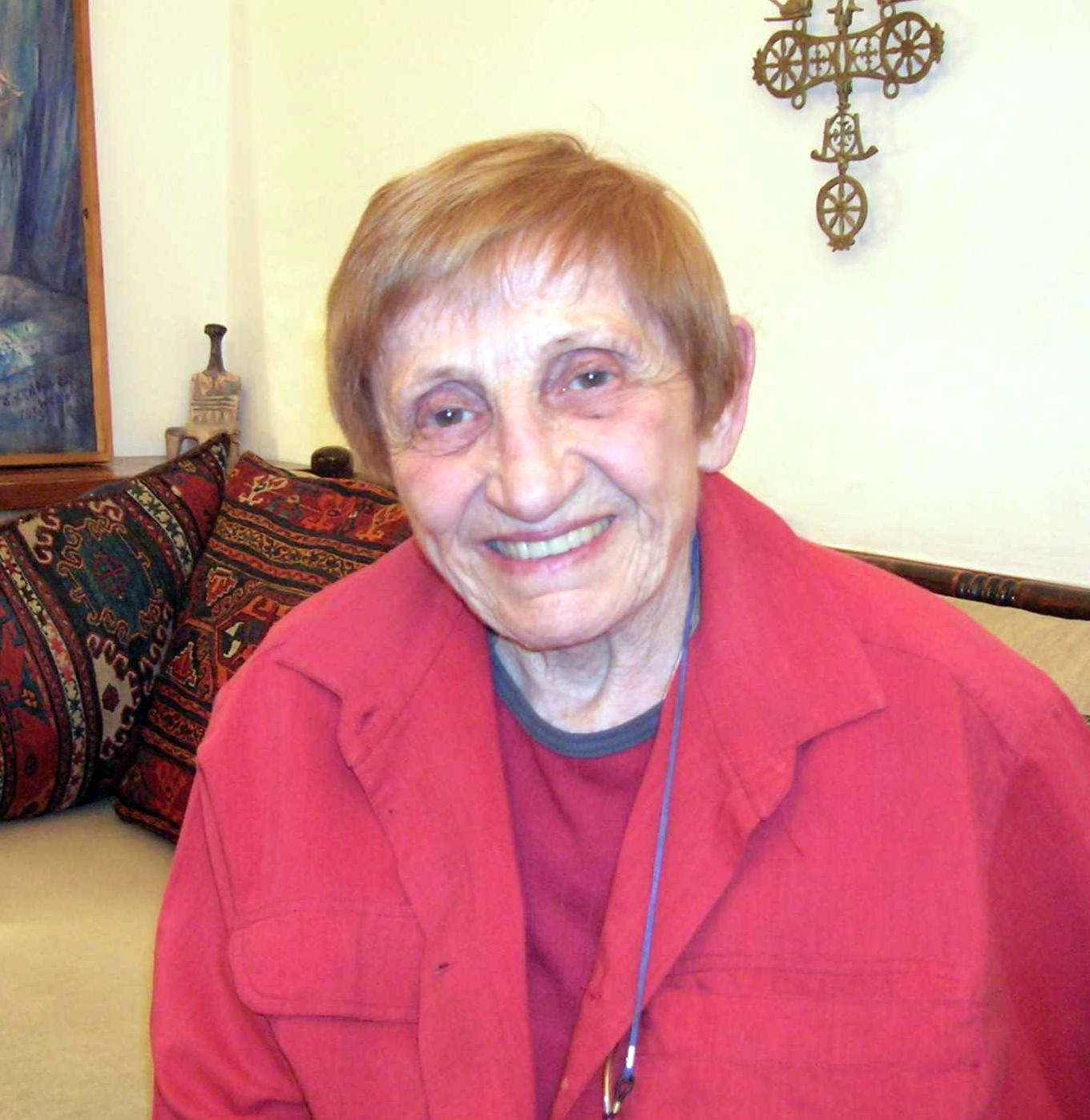
Trude Dothan, dezembro de 2007

Trude Dothan (em hebraico:  טרודה דותן  ‎12 de outubro de 1922 a 28 de janeiro de 2016) foi uma arqueóloga israelense que se concentrou no final da idade do bronze e do ferro na região, em particular na cultura dos filisteus. Professora da Universidade Hebraica de Jerusalém desde 1977, ela ocupou a cadeira de Arqueologia Eliezer Sukenik e chefiou o Centro de Arqueologia Bíblica de Berman. Sua coleção particular de livros está agora na Lanier Theological Library, em Houston, Texas.

## Biografia
Trude Dothan nasceu em 1922 em Viena, de onde seus pais emigraram para o Mandato Britânico da Palestina no ano seguinte. Seus pais nasceram em Viena e, uma vez em Jerusalém, ingressaram na comunidade local de intelectuais e artistas, muitos deles falantes de alemão. Seu pai, Leopold Krakauer (1890–1954), foi um artista e arquiteto que projetou vários edifícios no estilo Bauhaus para a " cidade jardim " de Rehavia, em Jerusalém; sua mãe Grete (née Wolf, 1890–1970) era pintora.
Em 1951, casou-se com Moshe Dothan (1919-1999), um colega arqueólogo com quem compartilhou interesse em arqueologia bíblica e particularmente na cultura filistéia. Eles tiveram dois filhos juntos. Ela morreu em 28 de janeiro de 2016, com 93 anos.

## Premios e honras
- 1991 - o Prêmio Percia Schimmel em arqueologia, concedido pelo Museu de Israel.
- 1998 - Prêmio Israel, para arqueologia.[5]
- 2003 - PhD honorário do Hebrew Union College, Jerusalém.

## Publicações
Alguns dos livros anteriores são assinados por Trude Krakauer Dothan.
- The Philistines and Their Material Culture, 1982[6]
- People of the Sea: Search for the Philistines (with Moshe Dothan), 1992[7]
- Deir el-Balah: Uncovering an Egyptian Outpost in Canaan from the Time of the Exodus[8]